# La cena per farli conoscere
La cena per farli conoscere è un film italiano del 2007 scritto e diretto da Pupi Avati.

## Trama
Sandro Lanza è un attore di soap opera, ormai in declino dopo un intervento di chirurgia estetica riuscito male e dopo un tentativo di suicidio realizzato per attirare l'attenzione su di sé. In ospedale viene raggiunto dalle tre figlie (Clara, Elisabetta e Ines), avute da tre donne diverse, che vivono sparse per l'Europa e che hanno tutte dei problemi. Dopo una breve degenza, viene dimesso con la promessa che le tre figlie si occupino di lui. Clara e Ines vengono ospitate a casa di Betty e del marito. La circostanza diventa un'occasione inaspettata per ricucire relazioni difficili o addirittura inesistenti. Le tre donne ritrovano per il padre un amore sincero, ma nessuna vuole essere privata della propria vita, e si inserisce così il tentativo di liberarsi di una figura amata ma ingombrante.
In quei giorni decidono di presentare al padre la donna che loro pensano essere giusta per lui, Alma Kero, un'amica di vecchia data di Ines. La cena inizialmente pare un fallimento, perché Alma arriva completamente ubriaca, ancora provata per essere stata lasciata dall'uomo che ama, e viene riaccompagnata a casa da Sandro. Tuttavia i due arrivano a capirsi e si scoprono accomunati dal comune destino dell'abbandono e della solitudine, trovando una nuova fiducia nelle proprie capacità, nella necessità di svincolarsi dalla dipendenza altrui.
A questo punto ognuno torna alla propria vita: Ines riprende a combattere contro il proprio tumore, Clara raggiunge il marito medico, che, dopo aver ridotto anni prima un bambino su una sedia a rotelle in seguito a un incidente, manifesta segni sempre più evidenti di squilibrio, e Betty riprende il suo travagliato rapporto coniugale. Sandro tenta di sbarcare il lunario come cronista in un'emittente locale romana e muore, un giorno, dopo un ictus a una fermata della metropolitana.

## Riconoscimenti
- 2007 - David di Donatello
  - Candidatura Migliore attrice non protagonista a Francesca Neri
- 2007 - Nastro d'argento
  - Candidatura Migliore attore protagonista a Diego Abatantuono
  - Candidatura Migliore attrice non protagonista a Francesca Neri
- 2007 - Globo d'oro
  - Candidatura Miglior attrice a Violante Placido

## Curiosità
- In una scena del film il personaggio di Diego Abatantuono suggerisce al pubblico un applauso alla memoria di Sergio Corbucci, ricordando alla regista del programma (che lo credeva ancora in vita), che quest'ultimo è morto nel 1990.
- Nel film viene citato l'"artista medianico" Giuseppe Lanzillo (1913-2005), assai presente nei media degli anni '70.[1]